# Lienella latratoria
Lienella latratoria là một loài tò vò trong họ Ichneumonidae.